# Urs Meier
Urs Meier (født 22. januar 1959) er en tidligere schweizisk fodbolddommer fra Würenlos. Han dømte internationalt under det internationale fodboldforbund FIFA fra 1994 til 2005. Han stoppede sin karriere da han faldte for aldersgrænsen for internationale dommere på 45 år.

## Karriere
I løbet af sin karriere nåede Meier at deltage ved 4 af de store slutrunder (VM 1998, EM 2000, VM 2002 og EM 2004).

### VM 1998
- USA  –  Iran 1-2 (gruppespil).
- Nigeria  –  Danmark 1-4 (kvartfinale)

### EM 2000
- Danmark  –  Holland 0-3 (gruppespil).
- England  –  Rumænien 2-3 (gruppespil)

### VM 2002
- Sydkorea  –  USA 1-1 (gruppespil).
- Tyskland  –  Sydkorea 1-0 (semifinale).

### EM 2004
- Spanien  –  Rusland 1-0 (gruppespil).
- Italien  –  Sverige 1-1 (gruppespil).
- Portugal  –  England 2-2 (kvartfinale) Portugal vinder efter straffesparkskonkurrence.

## Kampe med danske hold
- Den 1. september 1996: Kvalifikation til VM 1998: Slovenien – Danmark 0-2.
- Den 28. juni 1998: Kvartfinale ved VM 1998: Nigeria – Danmark 1-4.
- Den 13. juni 2000: EM 2000: Danmark – Holland 0-3.
- Den 10. september 2003: Kvalifikation til EM 2004: Danmark – Rumænien 2-2.